# 梶原しげよ
梶原 しげよ（かじわら しげよ、本名・髙村しげよ（たかむら しげよ）、1920年（大正9年）4月23日 - 2015年（平成27年）11月8日）は、日本の詩人。

## 来歴
宮城県気仙沼市唐桑町出身。実家は早馬神社。気仙沼実科高等女学校（宮城県鼎が浦高等学校、統合され現 宮城県気仙沼高等学校）卒業。
10代から短歌や詩を書き始め、高等女学校卒業後、国語教師として小学校に勤務してから短歌と詩の投稿をはじめる。1952年、唐桑小学校校歌を作詞。1953年に髙村智（フランス文学者で、のち東京都立大学教授）と結婚した。
1959年に 第一詩集『生と死のうた』を出版し、2011年までに16の詩集を残す。95歳で生涯を閉じるまで、一貫して、生と死をテーマにした詩を紡ぎ、その詩は何カ国語にも訳され、20世紀芸術世界賞をはじめとして海外でも数々の賞を受け、ローマ、ヴェネツィア、モスクワ等より名誉作家として認定される。

## 略歴[1]
- 1920年（大正9年）4月23日 - 唐桑村宿（早馬神社）に、2男7女、9人兄弟の末っ子として生まれる。
- 1927年（昭和2年） - 唐桑尋常小学校（現在の気仙沼市立中井小学校）入学
- 1933年（昭和8年） - 唐桑高等小学校入学。
- 1935年（昭和10年） - 気仙沼実科高等女学校入学。短歌、詩を書き始める。
- 1939年（昭和14年） - 津山町柳津小学校に勤務。短歌、詩の投稿を始める。
- 1942年（昭和17年） - 唐桑国民学校に勤務。
- 1944年（昭和19年） - 女子挺身隊入隊、陸軍造兵廠勤務。
- 1946年（昭和21年） - 函館市立新川中学校に勤務。
- 1952年（昭和27年） - 唐桑小学校校歌を作詞（作曲：海鉾義美）。
- 1953年（昭和28年） - フランス文学者の髙村智（のちの東京都立大教授）と結婚。浦和市に転居
- 1959年（昭和34年） - 千葉県流山に転居。第一詩集『生と死のうた』（書肆ユリイカ）
- 1963年（昭和38年） - 第二詩集『連絡船』（氾濫社）
- 1965年（昭和40年） - 第三詩集『鎮魂歌』（中央公論事業出版）
- 1968年（昭和43年） - 第四詩集『樹木』（思潮社）
- 1971年（昭和46年） - 第五詩集『消えてゆく森について』（思潮社）
- 1975年（昭和50年） - 第六詩集『流れのなかで』（詩学社）
- 1979年（昭和54年） - 第七詩集『残照』（思潮社）
- 1983年（昭和58年） - 第八詩集『ある場所から』（思潮社）
- 1985年（昭和60年） - 第九詩集『海』（思潮社）
- 1986年（昭和61年） - 『女たちの名詩集』（思潮社・編者新川和江）
- 1988年（昭和63年） - 柏市に転居
- 1990年（平成2年） - 第十詩集『再会』（書肆山田）
- 1996年（平成8年） - 第十一詩集『いつも 何かとともに』（詩学社）
- 1998年（平成10年） - 夫の髙村智が死去。
- 2001年（平成13年） - 第十二詩集『旅立ち』（詩学社）
- 2004年（平成16年） - 第十三詩集『まひるの月』（美研インターナショナル）
- 2005年（平成17年） - 第十四詩集『私は門もとびらも持っていない』（美研インターナショナル）
- 2006年（平成18年） - 第十五詩集『夕映えの旅びと』（美研インターナショナル）
- 2011年（平成23年） - 第十六詩集『ゆうぐれの野路』（美研インターナショナル）
- 2015年（平成27年） - 11月8日、95歳で生涯を閉じる。
- 2017年（平成29年） - 早馬神社境内に梶原しげよ記念館を建設。

## 栄誉
- アルバ・ガッタ・ローマ芸術家協会名誉会員
- ヌーベル・ルネッサンス認定名誉作家
- ACEAバルセロナ芸術国際サロン正会員
- メディチ文化協会正会員
- ヴェネチア国際芸術協会認定作家
- パース市名誉芸術家認定作家
- モスクワ国際芸術文化親善名誉作家
- 日墺文化親善認定名誉作家

## 作品
- 第一詩集『生と死のうた』（1959年、書肆ユリイカ）。全国書誌番号:60016160、NCID BA86935262。
- 第二詩集『連絡船』（1963年、氾濫社）NCID BA88958178
- 第三詩集『鎮魂歌』（1965年、中央公論事業出版）NCID BB04757283
- 第四詩集『樹木』（1968年、思潮社）
- 第五詩集『消えてゆく森について』（1971年、思潮社）NCID BA50036025
- 第六詩集『流れのなかで』（1975年、詩学社）
- 第七詩集『残照』（1979年、思潮社）NCID BB08285346
- 第八詩集『ある場所から』（1983年、思潮社）
- 第九詩集『海』（1985年、思潮社）
- 第十詩集『再会』（1990年、書肆山田）
- 第十一詩集『いつも　何かとともに』（1996年、詩学社）ISBN 4883120899
- 第十二詩集『旅立ち』（2001年、詩学社）ISBN 4883121828
- 第十三詩集『まひるの月』（2004年、美研インターナショナル）ISBN 443404186X
- 第十四詩集『私は門もとびらも持っていない』（2005年、美研インターナショナル）ISBN 4434057138
- 第十五詩集『夕映えの旅びと』（2006年、美研インターナショナル）ISBN 4434078968
- 第十六詩集『ゆうぐれの野路』（2011年、美研インターナショナル）全国書誌番号:22051454、OCLC 816915900。

## 関連作品
- 『梶原しげよ 秀作選集 - ノスタルジックな瞬間』 株式会社ICプランニング、2015年
- 『女たちの名詞集 - 新川和江編』第2巻 思潮社、1986年